# Cheddi Jagan
Cheddi Jagan (22. marts 1918 – 6. marts 1997) var præsident for Guyana 1992-97.
Han var tidligere premierminister for kolonien Britisk Guyana i 1953 og 1957-64. Efter hans død blev hans enke Janet Jagan præsident.